# Eugenia exaltata
Eugenia exaltata är en myrtenväxtart som beskrevs av Achille Richard och Otto Karl Berg. Eugenia exaltata ingår i släktet Eugenia och familjen myrtenväxter. Inga underarter finns listade i Catalogue of Life.